# Saison 4 d'Alerte Cobra
Chronologie
Saison 3 Saison 5
Cet article présente le guide des épisodes la quatrième saison de la série télévisée Alerte Cobra.

## Distribution

### Acteurs principaux
- Erdoğan Atalay : Sami Gerçan (inspecteur)
- Mark Keller : André Fux (inspecteur)

### Acteurs récurrents
- Charlotte Schwab : Anna Angalbert (chef de service)
- Carina Wiese : Andréa Schäffer (secrétaire)
- Dietmar Huhn : Henri Granberger (brigadier)
- Gottfried Vollmer : Boris Bonrath (brigadier)
- Irmelin Beringer : Jeannette (propriétaire d'un bar-restaurant) - épisodes 28 et 31.

## Diffusion
En Allemagne, la saison a été diffusée du 31 mars 1998 au 18 juin 1998, sur RTL Television.
En France, la saison a été diffusée du 6 mai 1999 au 27 mai 1999 sur TF1.

## Épisodes

### Épisode 1:Les enfants du soleil
- Allemagne : 31 mars 1998 sur RTL Television
- France : 6 mai 1999 sur TF1

### Épisode 2:Jalousie criminelle
- Allemagne : 7 avril 1998 sur RTL Television
- France : 7 mai 1999 sur TF1

### Épisode 3:Le tournoi de tennis
- Allemagne : 16 avril 1998 sur RTL Television
- France : 10 mai 1999 sur TF1

### Épisode 4:Courte pause
- Allemagne : 23 avril 1998 sur RTL Television
- France : 11 mai 1999 sur TF1

### Épisode 5:Affaire de famille
- Allemagne : 30 avril 1998 sur RTL Television
- France : 14 mai 1999 sur TF1

### Épisode 6:L'empoisonneur
- Allemagne : 7 mai 1998 sur RTL Television
- France : 17 mai 1999 sur TF1

### Épisode 7:Entre deux fronts
- Allemagne : 14 mai 1998 sur RTL Television
- France : 18 mai 1999 sur TF1

### Épisode 8:Arnaques
- Allemagne : 25 mai 1998 sur RTL Television
- France : 20 mai 1999 sur TF1

### Épisode 9:Le ver dans le fruit
- Allemagne : 4 juin 1998 sur RTL Television
- France : 21 mai 1999 sur TF1

### Épisode 10:Coup bas
- Allemagne : 18 juin 1998 sur RTL Television
- France : 27 mai 1999 sur TF1